# Толенон

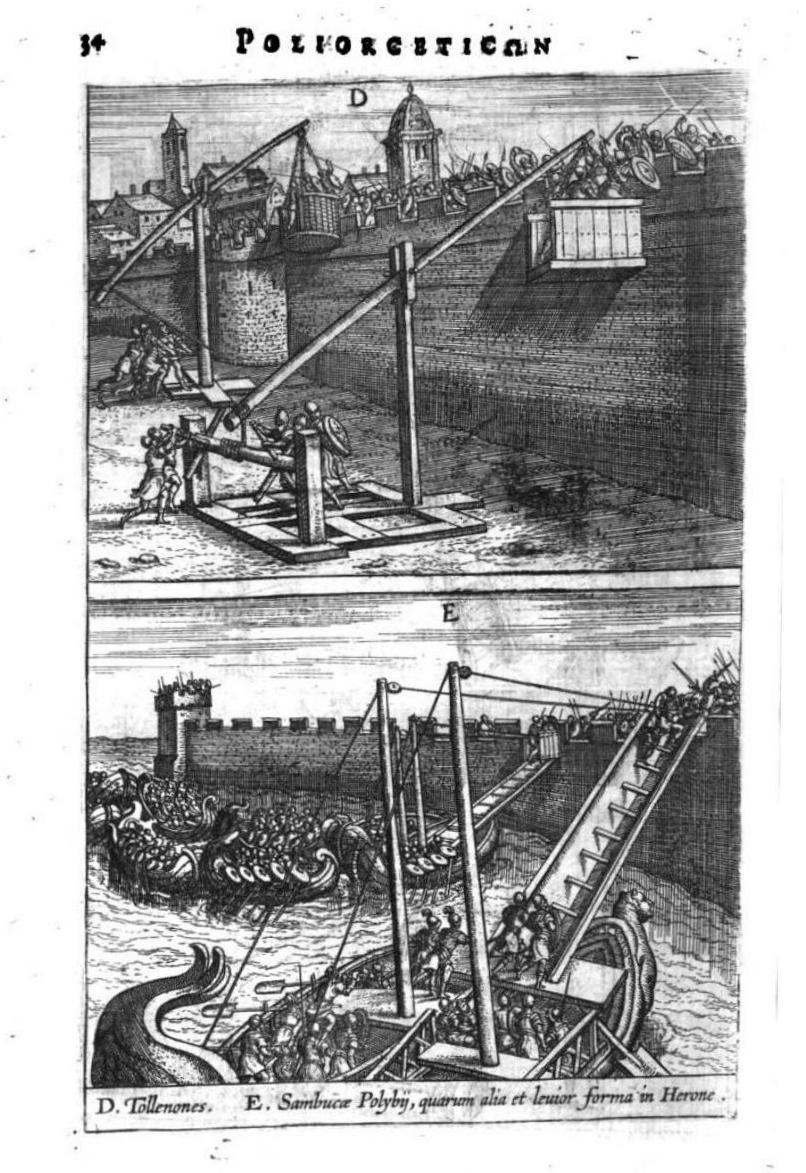
Толенон (нагорі) і самбука в уявленні художника кінця XVI століття

Толенон (лат. tolleno, род. відм. tollenonis — «піднімний важіль») — античне облогове знаряддя, що використовувало принцип важеля і нагадувало криничний журавель.
Толенон мав вигляд двох балок, одна з яких встановлювалася вертикально, а інша, довша, рухомо кріпилася впоперек першої в стані рівноваги. На кінці поперечної балки кріпився кошик або ящик, що вміщав групу воїнів і підіймався на потрібну висоту, коли протилежний кінець за допомогою канатів опускався. Толенон використовувався для того, щоб швидко підняти воїнів на стіну обложеної фортеці. Обложені могли застосовувати схожий пристрій для того, щоб скидати важкі предмети (свинки свинцю, кам'яні брили, колоди) на облогові машини противника, які працювали під стінами.
Цим же терміном позначалася машина, призначена для захоплення ворожих вояків, що близько підходили до стін. Тацит так описує її дію в ході облоги Старих таборів (70 рік н. е..) під час Батавського повстання:
|  | Тим часом легіонери, більш досвідчені, ніж батави, і перевершують їх у військовому мистецтві, теж спорудили безліч машин. Особливий жах наводив на варварів довгий гнучкий важіль, який несподівано опускався на шикування противника, вихоплював одного чи кількох людей і, піднявшись під дією противаг, перекидав захоплених воїнів на очах їхніх товаришів за стіни табору. |

## Інше
У Середні віки існувала облогова машина, призначена головним чином для підйому лучників над укріпленнями обложених, з дуже схожою назвою — тонелон.